# Длиннохвостый бархатный ткач
Длиннохво́стый ба́рхатный ткач (лат. Euplectes progne) — птица семейства ткачиковых (Ploceidae), рода Бархатные ткачи (Euplectes), распространённая в Южных областях Африки. Самцы в период размножения отличаются длинным хвостом, распускающимся в полёте, благодаря которому птица получила своё название.

## Описание
Это крупнейшие представители семейства ткачиковых.
Внешний вид сильно отличается в зависимости от сезона. Самки — неприметного песочно-чёрного цвета. Самцы в брачный период — смоляно-чёрные, с длинным (до двух длин тела) глубоко разрезанным хвостом и красно-белыми отметинами на плечах, которые сохраняются постоянно. В остальное время года — перья коричневые с чёрными пятнами; хвост становится коротким. Самцы длиной 16—19 см. (с хвостом — до 60 см.), массой 25—45 грамм. Самки — 12—14 см.
Клюв самцов конический, крепкий, серый с синим отливом. Ноги — чёрные. У самок — коричневые.

## Распространение

### Ареал
Встречается на территории Анголы, Ботсваны, южных окраинах ДРК, в национальных парках Кении, в Лесото, Южной Африки, Свазиленда и севере Замбии.

### Местообитания
Естественная среда обитания — равнины и саванны Южной Африки, долины и предгорные луга.

## Питание
Питаются преимущественно семенами растений, но также в рацион входят беспозвоночные: черви, мелкие насекомые (жесткокрылые и полужесткокрылые), паукообразные.

## Размножение
Половое поведение обусловлено стадным образом жизни птиц. Весной, в сезон размножения самцы производят ритуал привлечения самок, неспешно кружа над своей территорией, распушив хвост.
Размножение полигамное, с ноября по февраль. В семье на одного самца приходится до 5 самок. Гнездо строится любым из родителей на земле, из трав и веток, представляет собой толстостенное овальное сооружение. В выводке обычно от одного до четырёх яиц. Через 12—14 дней высиживания вылупляются птенцы, которые находятся на попечении родителей около 17 дней.
Часто гнёзда длиннохвостых бархатных ткачей становится объектом паразитизма Бронзовой кукушки, подменяющей яйца бархатных ткачей своими.

## Систематика
Различаются три подвида длиннохвостых бархатных ткачей.
- E. p. delamerei (Кения)
- E. p. ansorgei (Северная Замбия, ДРК)
- E. p. progne (ЮАР, Лесото, Свазиленд, Ботсвана)